# GP van Isbergues
De GP van Isbergues is een eendaagse wielerwedstrijd die wordt verreden in en om het Noord-Franse Isbergues in het departement Pas-de-Calais. De Grote Prijs werd voor het eerst verreden in 1947. De GP van Isbergues maakt deel uit van de Coupe de France en sinds 2005 van de continentale circuits van de UCI.

## Lijst van winnaars

### Meervoudige winnaars
| Overwinningen | Renner            | Land      | Jaren            |
| ------------- | ----------------- | --------- | ---------------- |
| 3             | Arnaud Démare     | Frankrijk | 2013, 2014, 2022 |
| 2             | Eugène Dupuis     | Frankrijk | 1947, 1948       |
| 2             | Joop Zoetemelk    | Nederland | 1975, 1977       |
| 2             | Peter Van Petegem | België    | 2000, 2001       |
| 2             | Cédric Vasseur    | Frankrijk | 2002, 2006       |
| 2             | Nacer Bouhanni    | Frankrijk | 2015, 2020       |

### Overwinningen per land
| Overwinningen | Land                                                     |
| ------------- | -------------------------------------------------------- |
| 26            | Frankrijk                                                |
| 25            | België                                                   |
| 8             | Nederland                                                |
| 3             | Denemarken                                               |
| 2             | Australië, Estland, Ierland, Italië, Zweden, Zwitserland |
| 1             | Duitsland, Letland, Noorwegen, Oostenrijk                |

## Vrouwen
De vrouweneditie van de GP van Isbergues Grand Prix International d'Isbergues - Pas de Calais Féminin is een Franse wielerwedstrijd voor vrouwen die sinds 2018 jaarlijks wordt verreden in Bretagne. De wedstrijd valt in de categorie 1.2.

### Overwinningen per land
| Overwinningen | Land                         |
| ------------- | ---------------------------- |
| 2             | Australië, Nederland         |
| 1             | Frankrijk, Italië, Luxemburg |